# Troféu Europeu de Corrida de Montanha de 1998
O 4º Troféu Europeu de Corrida de Montanha de 1998 foi realizada pela Associação Mundial de Corrida de Montanha na cidade de Sestriere na Itália no dia 15 de julho de 1998 com a presença de 125 atletas em duas categorias. Tendo como destaque a Itália com  sete medalhas, sendo quatro de ouro.

## Resultados
Esses foram os resultados da competição.

### Sênior masculino
Individual 
| Posição           | Atleta           | País       | Tempo |
| ----------------- | ---------------- | ---------- | ----- |
| Medalha de ouro   | Antonio Molinari | Itália     | 53.02 |
| Medalha de prata  | Andrew Pearson   | Inglaterra | 53.44 |
| Medalha de bronze | Marco De Gasperi | Itália     | 53.58 |
| 4                 | Jaime Mendes     | Portugal   | 54.05 |
| 5                 | Lucio Fregona    | Itália     | 54.17 |
| 6                 | Marcel Matanin   | Eslováquia | 54.43 |
| 7                 | Stephane Maheo   | França     | 54.45 |
| 8                 | Joao Serralheiro | Portugal   | 54.48 |
| 9                 | Mark Roberts     | Inglaterra | 55.01 |
| 10                | Thierry Icart    | França     | 55.05 |

Equipe 
| Posição           | Equipe     | Pontos |
| ----------------- | ---------- | ------ |
| Medalha de ouro   | Itália     | 9      |
| Medalha de prata  | Inglaterra | 24     |
| Medalha de bronze | Portugal   | 32     |

### Sênior feminino
Individual 
| Posição           | Atleta                 | País       | Tempo |
| ----------------- | ---------------------- | ---------- | ----- |
| Medalha de ouro   | Rosita Rota Gelpi      | Itália     | 34.58 |
| Medalha de prata  | Flavia Gaviglio        | Itália     | 35.47 |
| Medalha de bronze | Pierangela Baronchelli | Itália     | 36.14 |
| 4                 | Maria Grazia Roberti   | Itália     | 36.22 |
| 5                 | Carol Greenwood        | Inglaterra | 36.38 |
| 6                 | Alena Briedova         | Eslováquia | 37.31 |
| 7                 | Martine Payet          | França     | 38.09 |
| 8                 | Hafida Gadi            | França     | 38.31 |
| 9                 | Tracey Brindley        | Escócia    | 38.59 |
| 10                | Nadedja Gousselscikova | Rússia     | 39.13 |

Equipe 
| Posição           | Equipe     | Pontos |
| ----------------- | ---------- | ------ |
| Medalha de ouro   | Itália     | 6      |
| Medalha de prata  | França     | 28     |
| Medalha de bronze | Inglaterra | 30     |

## Quadro de medalhas
| Ordem | País       | Medalha de ouro | Medalha de prata | Medalha de bronze | Total |
| ----- | ---------- | --------------- | ---------------- | ----------------- | ----- |
| 1     | Itália     | 4               | 1                | 2                 | 7     |
| 2     | Inglaterra | 0               | 2                | 1                 | 3     |
| 3     | França     | 0               | 1                | 0                 | 1     |
| 4     | Portugal   | 0               | 0                | 1                 | 1     |